# Phacellus cuvieri
Phacellus cuvieri là một loài bọ cánh cứng trong họ Cerambycidae.